# Costa de la Móra
La Costa de la Móra és una costa del poble de la Valldora, al municipi de Navès (Solsonès).